# Субиано
Субиа̀но (на италиански: Subbiano) е градче и община в централна Италия, провинция Арецо, регион Тоскана. Разположен е на 330 m надморска височина. Населението на общината е 6408 души (към 2010 г.).